# Mia Benson
Eva-Maria "Mia" Benson, född 7 juni 1947 i Brännkyrka församling, Stockholm, är en svensk skådespelare och manusförfattare.

## Biografi
Benson studerade vid Skara skolscen 1967–1968 som följdes av studier vid Statens scenskola 1968–1971 och var där skol-/ kurskamrat med bland andra Louise Edlind Friberg, Tomas Bolme, Stephan Karlsén, Mats Bergman och Gunnar Ernblad. Efter studierna har hon varit engagerad vid Fria Proteatern, Nationalteatern i Göteborg, Intiman och Chinateatern. Sedan 2012 är hon verksam vid Dramaten.
Mia Benson gifte sig med skådespelaren Stig Engström 1976, men de är numera skilda.

## Filmografi
- 1969 – Konfrontation
- 1977 – Klurige Matti och hans gås (röst)
- 1978 – Man måste ju leva...
- 1979 – Godnatt, jord (TV-serie)
- 1981 – Vuk – rävungen (röst)
- 1981 – Tolvan II (kortfilm)
- 1984 – Skatten på Bråtehus (TV-serie)
- 1985 – Det blåser på månen (TV-serie)
- 1986 – Asterix och britterna (röst)
- 1988 – David och de magiska pärlorna (röst)
- 1988 – Råttornas vinter
- 1991 – Infödingen
- 1993 – Snoken (TV-serie)
- 1995 – Anmäld försvunnen (TV-serie)
- 1995 – Vi skulle ju bli lyckliga... (kortfilm)
- 1997 – Beck – Lockpojken
- 1997 – Beck – Mannen med ikonerna
- 1998 – Beck – Monstret
- 1998 – Beck – The Money Man
- 1998 – Veranda för en tenor
- 1998 – Aspiranterna (TV-serie)
- 1999 – S:t Mikael (TV-serie)
- 2001 – Minou kattflickan (röst)
- 2002 – Pojken som ville vara isbjörn (röst)
- 2003 – Kontorstid
- 2006 – Att göra en pudel
- 2012 – Prime Time
- 2013 – Allt faller (TV-serie)
- 2017–2018 – Sommaren med släkten (TV-serie)
- 2017 – Coco (röst)
- 2018 – Mary Poppins kommer tillbaka (röst)
- 2019 – Bonusfamiljen (TV-serie)
- 2020 – Själen (röst)

## Teater

### Roller (ej komplett)
| År   | Roll                           | Produktion                                                                           | Regi                     | Teater                   |
| ---- | ------------------------------ | ------------------------------------------------------------------------------------ | ------------------------ | ------------------------ |
| 1982 |                                | Den blomstertid nu kommer Gunnar Ohrlander                                           | Stefan Böhm              | Fria Proteatern          |
| 1983 | Helena                         | Sköna Helena (La Belle Hélène) Jacques Offenbach, Henri Meilhac och Ludovic Halévy   | Olof Willgren            | Fria Proteatern          |
| 2002 | Mamma Kanin                    | Kanin Kanin (Lapin Lapin) Coline Serreau                                             | Elisabeth Frick          | Turteatern               |
| 2008 | Henrik                         | Vigseln (Ślub) Witold Gombrowicz                                                     | Nils Poletti             | Turteatern               |
| 2011 | Juliette                       | Juliette (Histoire de Juliette, sa sœur, ou Les prospérités du vice ) Markis de Sade | Nils Poletti             | Turteatern               |
| 2012 | Fröken Vega Biskopens mor      | Fanny och Alexander Ingmar Bergman                                                   | Stefan Larsson           | Dramaten                 |
| 2015 | Charlotte                      | Markisinnan de Sade (サド侯爵夫人?, Sado kōshaku fujin) Yukio Mishima                | Stefan Larsson           | Dramaten                 |
| 2016 |                                | Huset vid nattens ände (Haus am Ende der Nacht) Sebastian Hartmann                   | Sebastian Hartmann       | Dramaten                 |
| 2016 | Fröken Vega Henrietta Vergérus | Fanny och Alexander Ingmar Bergman                                                   | Stefan Larsson           | Dramaten                 |
| 2017 | Guldpuman                      | Det blåser på månen (The Wind on the Moon) Eric Linklater                            | Ellen Lamm               | Dramaten                 |
| 2017 |                                | Ensam Alfhild Agrell                                                                 | Jenny Andreasson         | Dramaten                 |
| 2018 | Mormor                         | Häxorna (The Witches) Roald Dahl                                                     | Alexander Mørk-Eidem     | Dramaten                 |
| 2018 | Mary Page                      | Mary Page Marlowe Tracy Letts                                                        | Alexander Mørk-Eidem     | Dramaten                 |
| 2019 | Theseus                        | Fedra/Hippolytos Tora von Platen                                                     | Tatu Hämäläinen          | Dramaten                 |
| 2020 |                                | Vakten vid Rhen (Watch on the Rhine) Lillian Hellman                                 | Jenny Andreasson         | Dramaten                 |
| 2021 | Admetos mor                    | Alkestis (Ἄλκηστις, Alkēstis) Euripides                                              | Elli Papakonstantinou    | Dramaten                 |
| 2022 | Berit                          | En tillfällig ensemble sätter upp Kung Lear Johanna Lazcano Osterman                 | Johanna Lazcano Osterman | Kulturhuset Stadsteatern |
| 2022 | Äldre Astrid                   | Bara Astrid Irena Kraus                                                              | Malin Stenberg           | Kulturhuset Stadsteatern |